# Motion Sickness (Live Recordings)
Motion Sickness (Live Recordings) è il primo album live dei Bright Eyes, pubblicato nel 2005. Documenta il tour in supporto di I'm Wide Awake, It's Morning della prima parte del 2005.
La canzone When the President Talks to God è un esplicito e durissimo attacco alle politiche di George W. Bush (Oberst ha anche partecipato al "Vote for Change Tour" insieme a Bruce Springsteen e R.E.M. in supporto alla candidatura di John Kerry): è stata messa in download gratuito su iTunes ed è presente come b-side di First Day of My Life (singolo estratto da I'm Wide Awake, It's Morning).

## Tracce
1. At the Bottom of Everything – 3:44
2. We Are Nowhere and It's Now – 4:01
3. Old Soul Song – 4:07
4. Make War Short – 0:43
5. Make War – 5:41
6. Scale – 2:22
7. Landlocked Blues – 5:51
8. Method Acting – 3:41
9. Train Under Water – 5:59
10. When the President Talks to God – 3:27
11. Road to Joy – 5:56
12. Mushaboom (Leslie Feist) – 2:44
13. True Blue – 5:41
14. Southern State – 4:40
15. The Biggest Lie (Elliott Smith) – 2:48

## Formazione
- Conor Oberst - voce, Wurlitzer, organo, chitarra
- Nate Walcott - tromba, pianoforte elettrico Wurlitzer, organo
- Mike Mogis - chitarra elettrica, mandolino, tamburello
- Alex McManus - chitarra, voce
- Stefanie Drootin - basso
- Jason Boesel - batteria
- Nick White - Wurlitzer, organo
- Jesse Harris - Wurlitzer, organo